# Elodes kaszabi
Elodes kaszabi es una especie de coleóptero de la familia Scirtidae.

## Distribución geográfica
Habita en Corea.